# Mycodrosophila stalkeri
Mycodrosophila stalkeri är en tvåvingeart som beskrevs av Wheeler och Hajimu Takada 1963. Mycodrosophila stalkeri ingår i släktet Mycodrosophila och familjen daggflugor. Inga underarter finns listade i Catalogue of Life.